# Tristan Marguet
Tristan Marguet (Lausana, 22 d'agost de 1987) és un ciclista suís especialista en la pista.

## Palmarès en pista
- 2007
  -  Campió de Suïssa de Scratch
- 2009
  -  Campió de Suïssa de Madison (amb Alexander Aeschbach)
  - 1r als Sis dies de Tilburg (amb Franco Marvulli)
- 2011
  -  Campió de Suïssa de Scratch
  -  Campió de Suïssa de Puntuació
  -  Campió de Suïssa de Velocitat per equips
- 2012
  - 1r als Sis dies de Fiorenzuola d'Arda (amb Franco Marvulli)
- 2013
  -  Campió de Suïssa d'Òmnium
- 2014
  -  Campió de Suïssa de Scratch
  -  Campió de Suïssa de Keirin
  -  Campió de Suïssa de Velocitat
- 2017
  -  Campió de Suïssa d'Òmnium
  -  Campió de Suïssa de Madison (amb Claudio Imhof )

### Resultats a laCopa del Món
- 2012-2013
  - 1r a la Classificació general i a la prova de Glasgow, en Scratch

## Palmarès en ruta
- 2009
  - Vencedor d'una etapa del Tour de Berlín
- 2018
  - Vencedor d'una etapa al Tour del Mar Negre